# Orlando in Roncesvalles, A Poem in Five Cantos

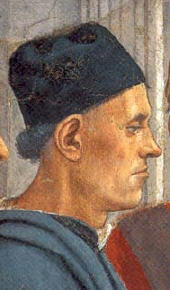
Filippino Lippi, Portret Luigiego Pulciego

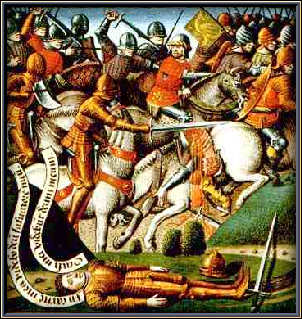
Bitwa w Wąwozie Ronsewalskim

Orlando in Roncesvalles, A Poem in Five Cantos – utwór Johna Hermana Merivale’a (1779-1844), opublikowany w Londynie w 1814, nakładem oficyny Johna Murraya. Poemat jest oparty na piętnastowiecznym włoskim eposie Luigiego Pulciego Morgante. Podobnie jak pierwowzór jest napisany oktawą, czyli strofą ośmiowersową rymowaną abababcc.

The banner waved on Clermont's highest tower;
Forth rode the Count in glittering armour clad:
But Aldabelle bewail'd the luckless hour.
Alone, amidst the pomp of triumph, sad:
From her fair eyes fast fell the pearly shower, —
Ah tears ill timed, when all things else were glad!
The soul born pride of female courage slept;
Anglante's spouse, the Rose of Clermont, wept,